# Maruch-Pass
Der Maruch (russisch Марух) ist ein 2748 m hoher Gebirgssattel bzw. Gebirgspass im Zuge der Hauptwasserscheide des Großen Kaukasus an der Grenze zwischen der russischen Republik Karatschai-Tscherkessien im Norden und der georgischen Autonomen Republik Abchasien im Süden.
Der Maruch gibt seinen Namen an den Fluss Marucha weiter, der von hier aus durch ein unbesiedeltes Gebirgstal als Quellfluss des Kleinen Selentschuk nach Norden dem Kuban zufließt. Nach Süden führt ein kurzes Seitental, ebenfalls von einem Maruch durchflossen, zum Oberlauf des Tschchalta, der von hier ab 35 Kilometer weit den Kaukasus-Hauptkamm nach Südosten durch weitgehend menschenleere und weglose Waldgebiete begleitet, dann in den Kodori mündet und mit ihm endlich der Schwarzmeerküste zustrebt.
Während des Zweiten Weltkrieges stießen deutsche Einheiten des XXXXIX. Gebirgs-Korps im Rahmen des Unternehmens Edelweiß im August 1942 von Nordwesten auf die Kaukasus-Pässe bis zum Elbrus vor. Am 25. August 1942 erfolgte ein sowjetischer Gegenstoß über den schwach gesicherten Maruch nach Norden, um einen Keil zwischen die deutschen Stellungen zu treiben. Gebirgsjägern des Gebirgsjägerregiments 98 gelang es, die sowjetischen Kräfte unentdeckt in die Zange zu nehmen und am 5. September 1943 in einem Überraschungsangriff aufzureiben. Während die deutschen Verluste sich auf sieben Tote und acht Verwundete beliefen, wurden rund 300 Sowjetsoldaten getötet und 557 gefangen genommen.